# Kamjanka (rejon izmailski)
Kamjanka (ukr. Кам'янка) – wieś na Ukrainie, w obwodzie odeskim, w rejonie izmailskim, w hromadzie Safjany. Miejscowość etnicznie bułgarska.
W 2001 liczyła 3478 mieszkańców, spośród których 261 wskazało jako ojczysty język ukraiński, 479 rosyjski, 69 mołdawski, 2625 bułgarski, 5 białoruski, 30 gagauski, a 9 inny.